# 上野翔
上野 翔（うえの しょう、1985年12月23日 - ）は、日本中央競馬会 (JRA) 美浦トレーニングセンター所属の騎手。

## 来歴
1985年、熊本県で生を受け、1歳の時には父の仕事の都合で北海道の日高に引っ越す。周囲に馬のいる生活をしていたが、小学6年生の頃に親の意向で熊本へ送られ、両親とは離れ離れの生活が始まる。しかし、頭の中から馬がいなくなることはなく、競馬学校を受験し合格する。
本格的に馬に乗ったのは競馬学校に入ってからだったが、2004年に無事卒業し、栗東・飯田雄三厩舎からデビューした。同期に藤岡佑介・川田将雅・吉田隼人・津村明秀・丹内祐次らがいる。
2004年3月7日、中京第7競走で初騎乗を果たし、4着に入る。初勝利は5か月後の8月14日小倉第1競走でホーマンパキラに騎乗し、勝利を挙げた。1年目は2勝に終わったが、2年目9勝、3年目と12勝と勝ち星を増やすが、減量特典が取れると勝ち数、騎乗数ともに減ることとなる。この頃に厩舎を離れ、フリーになる。
2012年韓国に短期騎手免許で遠征し、3か月騎乗する。帰国後は少しずつ美浦に拠点を移し、翌年3月には障害競走への騎乗も開始。5月4日東京第4競走をマサデパンで制し、障害初勝利を挙げた。
2014年1月、正式に美浦トレーニングセンターに移籍する。
2014年秋、落馬し左手中指を脱臼骨折。約3か月の療養で実戦に復帰するが、徐々に患部に違和感を感じるようになり、病院での診察で医師から「軟骨がすり減っており、このまま乗り続けていたら一生（指が）曲がらなくなる」と宣告を受け、2016年5月に患部の左手中指を切断する手術に踏み切り、約1か月半後に復帰した。
2021年2月13日、障害では珍しい1日2勝を挙げる。
2022年6月25日、東京ジャンプステークスをケイティクレバーに騎乗して重賞初勝利を果たした。
2024年は騎乗機会三連勝を飾るなど、年始より好調を維持。2月10日の障害未勝利戦で落馬負傷したものの、約2ヶ月で復帰し、4月20日に復帰後初勝利を挙げている。5月11日にはサンデイビスで京都ハイジャンプを勝利、重賞2勝目を挙げた。
その後もペースを落とすことなく勝ち星を重ね、小牧加矢太との障害リーディング争いを繰り広げる。最終的には両者ともに1着18回で並んだが、2着数の多かった小牧が障害リーディングを獲得。上野は初の障害リーディングを逃すも、キャリアハイの1年となった。

## 騎乗成績
|      |            | 日付          | 競馬場・開催  | 競走名                 | 馬名               | 頭数 | 人気 | 着順 |
| ---- | ---------- | ------------- | ------------- | ---------------------- | ------------------ | ---- | ---- | ---- |
| 平地 | 初騎乗     | 2004年3月7日  | 1回中京2日7R  | 4歳以上500万下         | カリスマサンロード | 16頭 | 6    | 4着  |
| 平地 | 初勝利     | 2004年8月14日 | 3回小倉1日2R  | 3歳未勝利              | ホーマンパキラ     | 15頭 | 5    | 1着  |
| 平地 | 重賞初騎乗 | 2008年11月1日 | 4回京都7日11R | スワンステークス       | トーセンザオー     | 16頭 | 16   | 14着 |
| 障害 | 初騎乗     | 2013年3月30日 | 3回中山3日4R  | 障害4歳以上未勝利      | ブリッサ           | 14頭 | 11   | 10着 |
| 障害 | 初勝利     | 2013年5月4日  | 2回東京5日4R  | 障害4歳以上未勝利      | マサデパン         | 13頭 | 5    | 1着  |
| 障害 | 重賞初騎乗 | 2013年6月22日 | 3回東京7日8R  | 東京ジャンプステークス | カピターノ         | 14頭 | 11   | 11着 |
| 障害 | 重賞初勝利 | 2022年6月25日 | 3回東京7日8R  | 東京ジャンプステークス | ケイティクレバー   | 12頭 | 8    | 1着  |
| 障害 | JGI初騎乗  | 2014年4月19日 | 3回中山7日11R | 中山グランドジャンプ   | ボストンプラチナ   | 10頭 | 10   | 9着  |

### 主な騎乗馬
- シャインレッド（2018年新潟ジャンプステークス2着）
- ケイティクレバー（2022年東京ジャンプステークス）
- セブンデイズ（2024年中山新春ジャンプステークス）
- サンデイビス（2024年京都ハイジャンプ）